# Barra di scorrimento

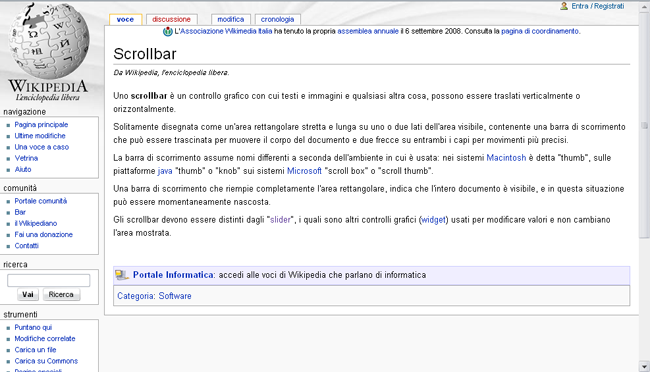
Esempio (a destra) di una barra di scorrimento verticale su una pagina di Wikipedia.

In informatica una barra di scorrimento (in inglese scrollbar) è un controllo grafico (widget) con cui testi, immagini, icone, elementi ed altri oggetti visualizzati sullo schermo all'interno di una finestra del sistema operativo o di una applicazione, possono essere traslati verticalmente o orizzontalmente permettendo all'utente la visualizzazione completa di tutti i suoi contenuti. L'utilizzo della barra di scorrimento è detto scrolling ovvero scorrimento della finestra.
Lo scorrimento viene attuato trascinando un componente interno nella direzione della barra di scorrimento (tipicamente un rettangolo). Questo componente assume nomi differenti a seconda dell'ambiente in cui è usata: nei sistemi Macintosh è detta "thumb", sulle piattaforme Java "thumb" o "knob", sui sistemi Microsoft "scroll box" o "scroll thumb". Le barre di scorrimento devono essere distinte dagli "slider", i quali sono altri controlli grafici usati per modificare valori e non cambiano l'area mostrata.

## Descrizione

### Grafica

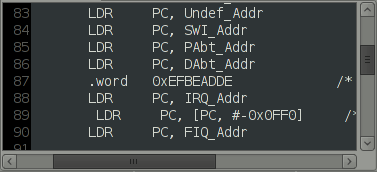
Esempio di coppia di barre di scorrimento (verticale ed orizzontale) attorno ad un file di testo.

Solitamente è disegnata come un'area rettangolare stretta e lunga, che contiene:
- una barra interna, che può essere trascinata per muovere il documento.
- due frecce su entrambi i capi, per movimenti più precisi.

Anche se tipicamente sono usate per scorrere un documento, in realtà le barre di scorrimento possono essere applicate a qualunque componente grafico dell'interfaccia utente. Una coppia di barre di scorrimento perpendicolari permette di scorrere il documento indipendentemente lungo l'asse x e lungo l'asse y.
Una barra di scorrimento che riempie completamente l'area rettangolare indica che l'intero documento è visibile, e in questa situazione può essere momentaneamente nascosta.
La lunghezza della barra è inversamente proporzionale alla lunghezza del documento: più la barra è corta, più il documento è lungo.

### Interazione
I metodi più comuni di interazione con la barra di scorrimento sono il trascinamento (verticale o orizzontale) della barra di scorrimento tramite il cursore del mouse e l'uso della rotella di scorrimento. 
Contrariamente a quanto si è portati a pensare, il movimento degli oggetti sullo schermo è opposto a quello della barra di scorrimento: nel caso della barra di scorrimento verticale, se la barra viene mossa verso il basso gli oggetti visualizzati sullo schermo traslano verso l'alto e viceversa. Stessa cosa avviene per la barra di scorrimento orizzontale.